# Savka Dabčević-Kučar
Savka Dabčević-Kučar (ur. 6 grudnia 1923 w Korčuli, zm. 6 sierpnia 2009 w Zagrzebiu) – chorwacka i jugosłowiańska polityk, ekonomistka i nauczyciel akademicki, działaczka komunistyczna, w latach 1967–1969 przewodnicząca Rady Wykonawczej Socjalistycznej Republiki Chorwacji, następnie sekretarz Związku Komunistów Chorwacji, obalona po upadku Chorwackiej Wiosny.

## Życiorys
W 1941 ukończyła szkołę średnią dla kobiet w Splicie. W 1943 wstąpiła w szeregi partyzantów i partii komunistycznej, w tym samym roku emigrowała, powracając do kraju w 1945. Podjęła studia ekonomiczne w Zagrzebiu, następnie kształciła się w Leningradzie. W 1949 została absolwentką wydziału ekonomicznego Uniwersytetu w Zagrzebiu, po czym podjęła pracę na tej uczelni. Uzyskała magisterium i doktorat z ekonomii marksistowskiej, a w 1960 tytuł naukowy profesora.
Jednocześnie działała politycznie, była posłanką do parlamentu Socjalistycznej Federacyjnej Republiki Jugosławii, członkinią komitetów centralnych Związku Komunistów Jugosławii (SKJ) i Związku Komunistów Chorwacji (SKH), sekretarzem ds. ideologii (1964) i sekretarzem ds. gospodarczych (1966).
W 1967 została przewodniczącym Rady Wykonawczej Socjalistycznej Republiki Chorwacji. Stała się wówczas pierwszą kobietą w Europie pełniącą funkcję odpowiadającą stanowisku premiera (przy czym miano pierwszej kobiety kierującej rządem suwerennego państwa europejskiego przypadło Brytyjce Margaret Thatcher w 1979). Urząd ten chorwacka polityk sprawowała do 1969. Stanęła wówczas na czele komitetu centralnego Związku Komunistów Chorwacji, wchodząc jednocześnie w skład prezydium Związku Komunistów Jugosławii.
Prowadziła politykę na rzecz wzmacniania autonomii Chorwacji w ramach Jugosławii. Propagowała to poprzez organizowanie masowych wieców, które w 1971 dały początek ruchowi politycznemu Chorwacka Wiosna. Ruch ten, który publicznie skrytykował Josip Broz Tito, upadł ostatecznie na początku grudnia 1971. W tym samym miesiącu Savka Dabčević-Kučar utraciła kierownictwo w SKH. W 1972 została wykluczona z szeregów partii komunistycznej i zmuszono do wycofania się z działalności publicznej. Zwolniono ją również z pracy na uczelni. Została zatrudniona w administracji finansowej, w 1975 przeszła na emeryturę.
Powróciła do działalności politycznej w 1990 w okresie przemian ustrojowych związanych z upadkiem komunizmu. Współtworzyła Koalicję Zgody Ludowej, która poniosła porażkę w wyborach parlamentarnych. Była współzałożycielką i do 1994 przewodniczącą Chorwackiej Partii Ludowej. Brała udział w konferencjach międzynarodowych, agitując za uznaniem niepodległości Chorwacji. W wyborach w 1992 uzyskała mandat posłanki do Zgromadzenia Chorwackiego. W tym samym roku bez powodzenia kandydowała na urząd prezydenta, zajmując w pierwszej turze głosowania 3. miejsce z wynikiem około 6% głosów. Po zakończeniu kadencji parlamentu w 1995 wycofała się z bieżącej polityki.
Savka Dabčević-Kučar była mężatką, miała dwie córki.

## Odznaczenia
- Wielki Order Króla Dymitra Zwonimira (2000)[5]